# Resolutie 580 Veiligheidsraad Verenigde Naties
Resolutie 580 van de Veiligheidsraad van de Verenigde Naties was de laatste VN-Veiligheidsraadsresolutie van 1985. De resolutie werd op 30 december van dat jaar unaniem aangenomen. 
Middels deze resolutie veroordeelde de Veiligheidsraad de aanval van Zuid-Afrika op Lesotho — dat vluchtelingen van de apartheid opving — en eiste dat de schade zou worden vergoedt. Tevens werd geëist dat de apartheid zou worden afgeschaft.

## Achtergrond
Na de Tweede Wereldoorlog voerde Zuid-Afrika de apartheid in. Tegen dit systeem rees veel protest, zowel in binnen- als buitenland. Tegenstanders werden in Zuid-Afrika zwaar aangepakt en een aantal werden ter dood veroordeeld. Daarnaast werden buurlanden die steun verleenden aan die tegenstanders of vluchtelingen van de apartheid opvingen aangevallen. Een van die landen was Lesotho, dat al meermaals door Zuid-Afrika was aangevallen. 
Op 20 december 1985 vond opnieuw zo'n incident plaats, waarbij Zuid-Afrikaanse commando's zeven mensen doodschoten in een huis nabij de hoofdstad Maseru. Zes van de slachtoffers waren Zuid-Afrikanen.

## Inhoud
De Veiligheidsraad:
- Neemt akte van de brief van Lesotho.
- Heeft de verklaring van de minister van Buitenlandse Zaken van Lesotho gehoord.
- Denkt eraan dat landen geen bedreiging of geweld mogen gebruiken tegen andere landen.
- Herinnert aan resolutie 527.
- Is erg bezorgd om de dodingen waarvoor Zuid-Afrika verantwoordelijk is en de gevolgen voor de vrede in zuidelijk Afrika.
- Is erg bezorgd dat de agressie bedoeld is om de humanitaire steun van Lesotho aan Zuid-Afrikaanse vluchtelingen te verzwakken.
- Betreurt de dood van zes vluchtelingen en drie burgers van Lesotho.
- Is gealarmeerd dat apartheid aan de basis van het geweld in Zuid-Afrika en diens buurlanden ligt.

1. Veroordeelt de dodingen en het geweld.
2. Eist een volledige schadevergoeding van Zuid-Afrika.
3. Roept de partijen op om hun betrekkingen te normaliseren.
4. Bevestigt Lesotho's recht om vluchtelingen onderdak te bieden.
5. Vraagt de lidstaten Lesotho's opvangcapaciteit voor vluchtelingen mee te versterken.
6. Roept Zuid-Afrika op om zijn internationale problemen vreedzaam op te lossen.
7. Roept Zuid-Afrika verder op buurlanden niet te destabiliseren of aan te vallen en geen geweld tegen Lesotho te plegen.
8. Eist dat Zuid-Afrika onmiddellijk begint met de afschaffing van de apartheid.
9. Vraagt secretaris-generaal Javier Pérez de Cuéllar een aanwezigheid van één of twee burgers op te richten in Maseru om op de hoogte te blijven van ontwikkelingen aangaande de territoriale integriteit van Lesotho.
10. Vraagt de secretaris-generaal verder de uitvoering van deze resolutie en de situatie in de gaten te houden.
11. Besluit om op de hoogte te blijven.

## Verwante resoluties
- Resolutie 574 Veiligheidsraad Verenigde Naties
- Resolutie 577 Veiligheidsraad Verenigde Naties
- Resolutie 581 Veiligheidsraad Verenigde Naties
- Resolutie 591 Veiligheidsraad Verenigde Naties

Lijst ·  560 ·  561 ·  562 ·  563 ·  564 ·  565 ·  566 ·  567 ·  568 ·  569 ·  570 ·  571 ·  572 ·  573 ·  574 ·  575 ·  576 ·  577 ·  578 ·  579 ·  580